# Roman van Bulgarije
Boris II en Roman (Bulgaars: Роман) waren zonen van Peter I
Roman heeft een groot gedeelte van zijn leven in gevangenschap doorgebracht. Samen met zijn broer onder Svjatoslav I, grootvorst van Kiev (969).
Tussen 970 en 977 onder de Byzantijnse keizer Johannes I Tzimiskes, waar hij werd ontmand en tussen 991 en 997 onder de Byzantijnse keizer Basileios II Boulgaroktonos, waar hij in gevangenschap stierf.
Hij was een zeer vroom man. Zijn regering van Bulgarije werd waargenomen door zijn opvolger Samuel.